# Антон Хафнер
Антон „Тони“ Хафнер (на немски: Anton Hafner) е германски офицер (оберлейтенант), въздушен ас от Луфтвафе, загинал в акция на Източния фронт, по време на Втората световна война.
Хафнер е роден на 2 юни 1918 г. в Ербах (Дунав). Във военновъздушните сили на Нацистка Германия е от 1941 година. В годините прекарани в Луфтвафе има 204 потвърдени въздушни победи (184 над съветски самолети и 20 над съюзнически) в 795 бойни мисии.
Награден е с едно от най-високите войнски отличия в Германия – Рицарски кръст с дъбови листа.
През октомври 1944 година е свален по време на акция на Източния фронт, на територията на СССР.